# Quahatika
Quahatika (Qahatika) je Piman pleme iz pustinjskih predjela južne Arizone, 50 milja južno od rijeke Gile u pustinji Sonora, mogući ogranak Pima.  Kroz povijest ih sudbina veže uz Pime, s kojima su u ranom 18. stoljeću dijelili selo Aquitun (Akuchini, 'creek mouth'), zapadno od Picachoa, napušteno oko 1800.-te.  
Njihovo glavno selo bilo je Quijotoa, na zapadu današnjeg okruga Pima. Hodge za njihovu lončariju kaže da je bila bolja od pimanske, a svoje strijele da su izrađivali su od jukinih stabljika. Odjeća Pima bila je pregača za muškarce i kratka pamučna suknjica za žene, koje su same tkale. Preko zime žene su nosile široke marame (šal). Kuće su slične onima njihovih susjeda, osim što je materijal bio različit. Kod Pima i Papaga kuće su se izrađivale od drveta mesquite i 'cottonwooda', dok su Quahatike upotrebljavali drvenasta rebra divovskog kaktusa saguaro. Ekonomija Quahatika počivala je na darovima koje je nudila pustinja Sonora, posebice kaktusovo voće.

## Vanjske poveznice
- Qahatika Indians  Arhivirana inačica izvorne stranice od 3. siječnja 2006. (Wayback Machine)